# Anna Palm de Rosa
Anna Sofia Palm de Rosa (Estocolmo, 25 de diciembre de 1859 – Nápoles, 2 de mayo de 1924) fue una pintora sueca famosa por sus acuarelas.
fue una artista y paisajista sueca. En la década de 1890 se convirtió en una de las pintoras más populares de Suecia con sus acuarelas de barcos de vapor y veleros y escenas de Estocolmo. También pintó un cuadro memorable de una partida de cartas en el hotel Brøndums de Skagen mientras pasaba un verano con los Pintores de Skagen. A los 36 años, Anna Palm abandonó Suecia para siempre y pasó el resto de su vida en el sur de Italia, donde se casó con un oficial de infantería.

## Biografía
Nació el día de Navidad de 1859 en Estocolmo, en una familia de artistas, su padre era el pintor Gustaf Wilhelm Palm, que estaba casado con Eva Sandberg, hija del también pintor Johan Gustaf Sandberg. Su casa era un conocido punto de encuentro para artistas, como Nils Kreuger, Gustaf Cederström, Georg Pauli y Vicke Andrén (1856-1930).
Anna recibió clases particulares de su padre, quien enseñaba en la Escuela Elemental de Dibujo (Elementarteckningsskolan), que preparaba estudiantes que postulaban para la Real Academia Sueca de las Artes.
No asistió a la Real Academia, ya que no era habitual que las mujeres estudiaran en ella. En la década de 1880, Palm de Rosa fue alumna del pintor de historia Edvard Perséus y del paisajista Per Daniel Holm (1835-1903). En 1885, con el apoyo de sus padres, viajó a Dinamarca, donde pasó una temporada en Skagen, pintando Et l'hombre parti på Brøndums Hotel (Un juego de L'hombre en Brøndums Hotel). También fue a Amberes, donde estudió con el pintor marino Romain Steppe (1859-1927) antes de pasar una temporada en París.
Palm de Rosa fue una de los 84 artistas que firmaron una carta en 1885 pidiendo cambios radicales en la enseñanza de la Academia Sueca, que consideraban anticuada. A pesar de ello, expuso en la Academia en 1885 y 1887, y de 1889 a 1891 impartió clases de acuarela. También fue miembro de la recién creada asociación Svenska konstnärinnor (Artistas suecas) junto con Eva Bonnier, Hanna Pauli y Mina Carlson-Bredberg. Las acuarelas de escenas marinas con barcos de vapor y veleros que pintó en esa época contribuyeron a su creciente popularidad. Comenzó a producir numerosas vedute pequeñas para satisfacer a sus numerosos clientes, al tiempo que pintaba escenas de la ciudad de Estocolmo.
En la Nochevieja de 1895, a la edad de 36 años, abandonó Suecia para no volver jamás. Tras pasar un año en París, se trasladó a Italia, donde conoció al que sería su marido, el teniente de infantería Alfredo de Rosa. Tras su boda en París en 1901, la pareja se trasladó primero a Capri, para instalarse finalmente en 1908 en Madonna dell'Arco, distrito de Sant'Anastasia, cerca de Nápoles.
Además de escenas de la vida italiana, siguió pintando paisajes de Estocolmo, incluyendo escenas de la torg de Gustaf Adolf con el edificio de la ópera, así como vistas de la Exposición Artística e Industrial de Estocolmo de 1897. La única explicación de su interés por acontecimientos tan recientes es que debió de recibir fotografías de Suecia como base para sus cuadros. Es posible que utilizara fotografías tomadas por el fotógrafo de Estocolmo Frans Gustaf Klemming (1859-1922), autor también de algunos óleos de Robert Lundberg (1861-1903), pero probablemente se basó en vistas tomadas por varios fotógrafos.
Durante la Primera Guerra Mundial, cuando su marido fue llamado a filas, Palm de Rosa se dedicó a la pintura con gran intensidad, especialmente en Baiae, una villa medieval de Bacoli, en el golfo de Nápoles, donde pasó un año. Tras la guerra, su salud se debilitó hasta su muerte en mayo de 1924.

## Galería

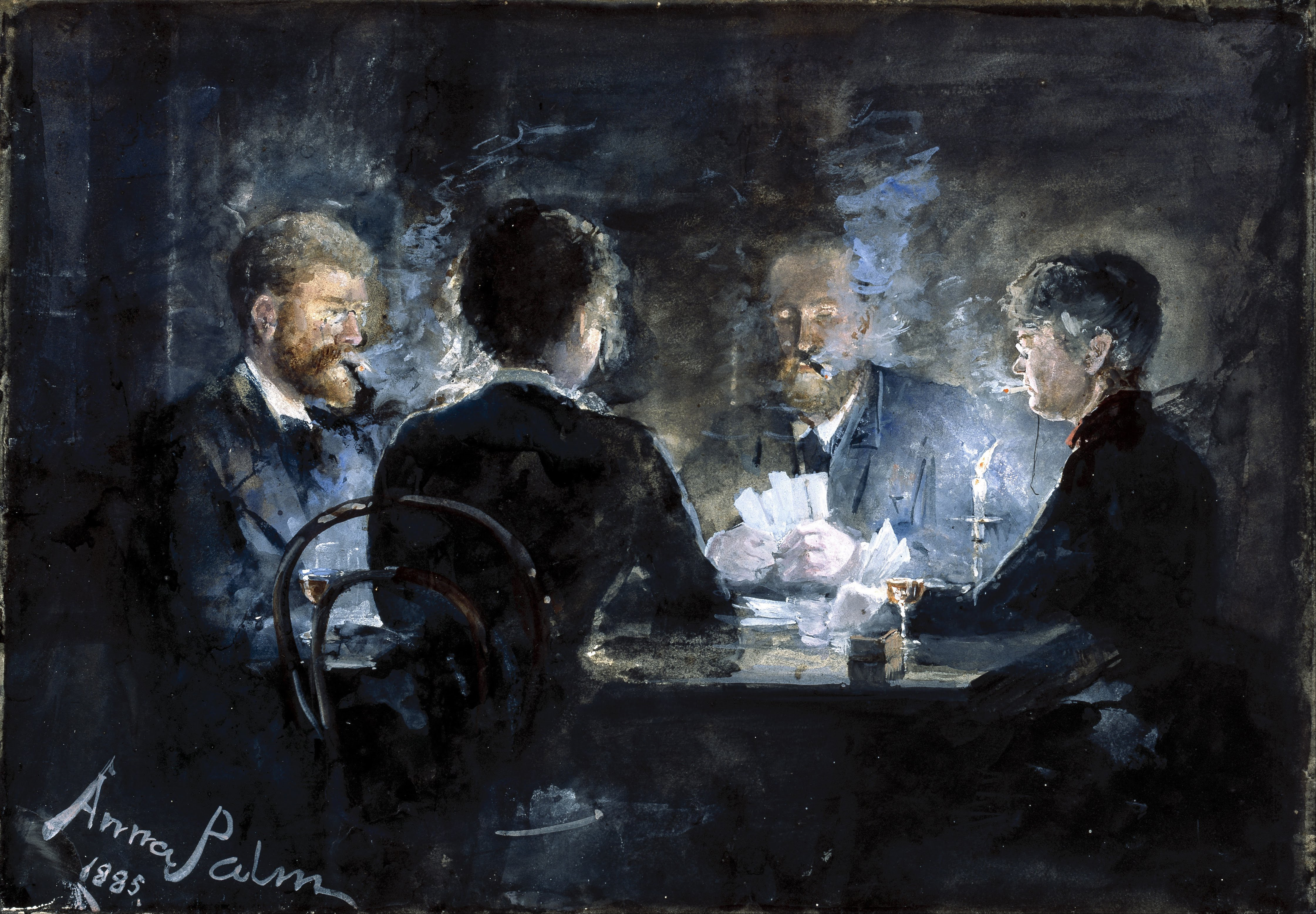
Juego a la sombra en el hotel Brøndums (Skagen, 1885)
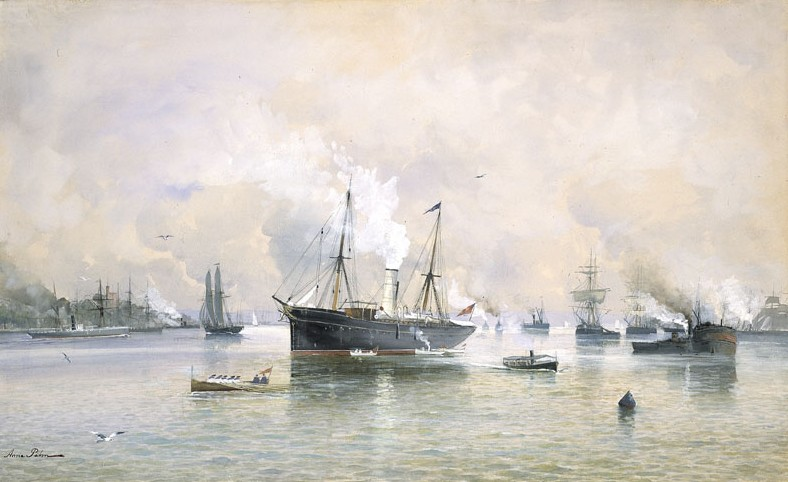
La circulación en Stockholms ström (Stockholm, 1890)
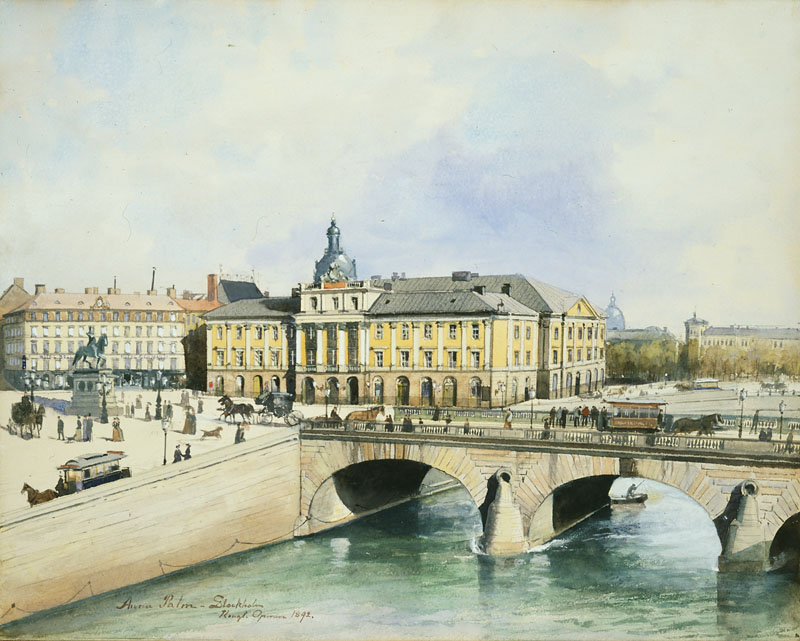
La vieja opera de Helgeandsholmen (Stockholm, 1892)
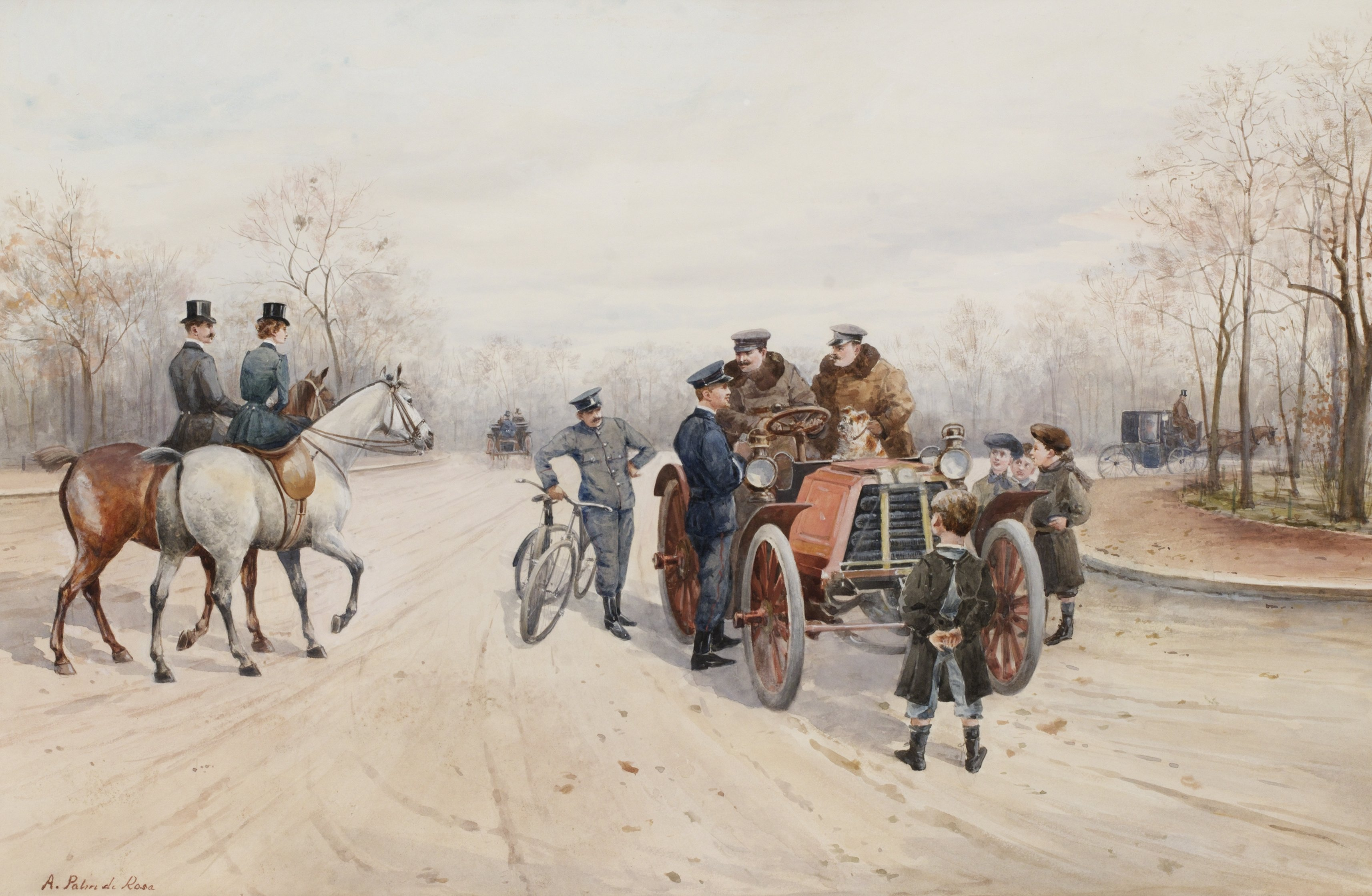
Multa por exceso de velocidad, Bois de Boulogne (Paris)
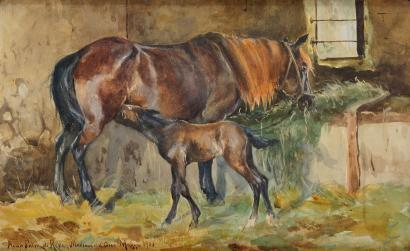
Yegua y su potranco (Madonna dell Arco, 1908)